# Mikronezja na Mistrzostwach Świata w Lekkoatletyce 2015
Mikronezja na Mistrzostwach Świata w Lekkoatletyce 2015 – reprezentacja Mikronezji podczas Mistrzostw Świata w Pekinie liczyła 1 zawodniczkę, która nie zdobyła medalu.

## Występy reprezentantów Mikronezji
| Konkurencja          | Zawodniczka | Runda 1  | Runda 1 | Półfinał | Półfinał | Finał    | Finał   |
| Konkurencja          | Zawodniczka | Rezultat | Pozycja | Rezultat | Pozycja  | Rezultat | Pozycja |
| -------------------- | ----------- | -------- | ------- | -------- | -------- | -------- | ------- |
| Bieg na 100 m kobiet | Lihen Jonas | 13,70    | 52.     | NQ       | NQ       | NQ       | NQ      |